# Villa Bergsjölund

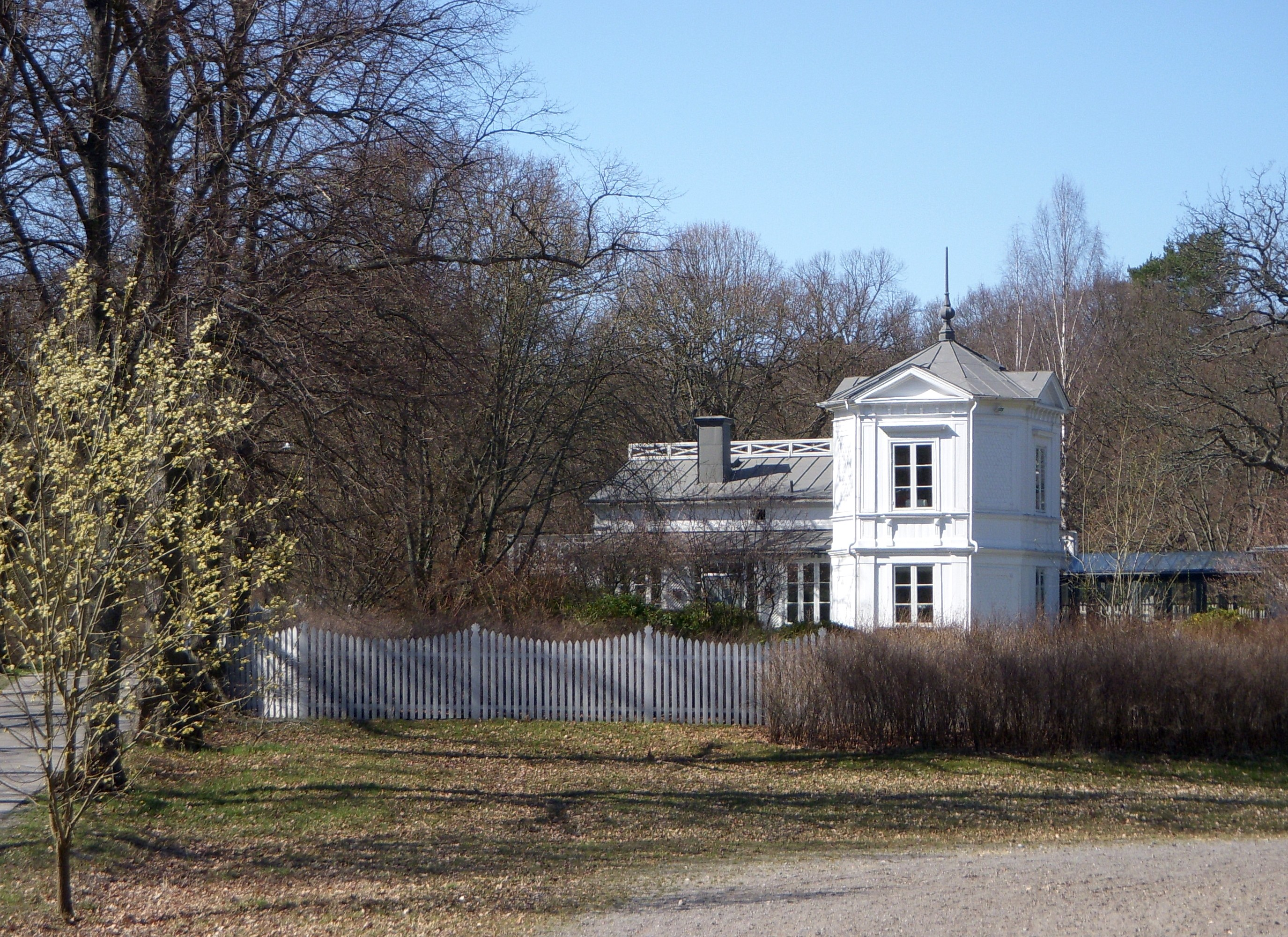
Villa Bergsjölund, 2009.

Villa Bergsjölund är en villa belägen intill Prins Eugens Waldemarsudde på Djurgården i Stockholm. Huvudbyggnaden på 225 kvadratmeter uppfördes på 1770-talet, tomten omfattar i dag cirka 1.300 kvadratmeter. Numera återstår bara de på 1860-talet uppförda byggnaderna.

## Historik

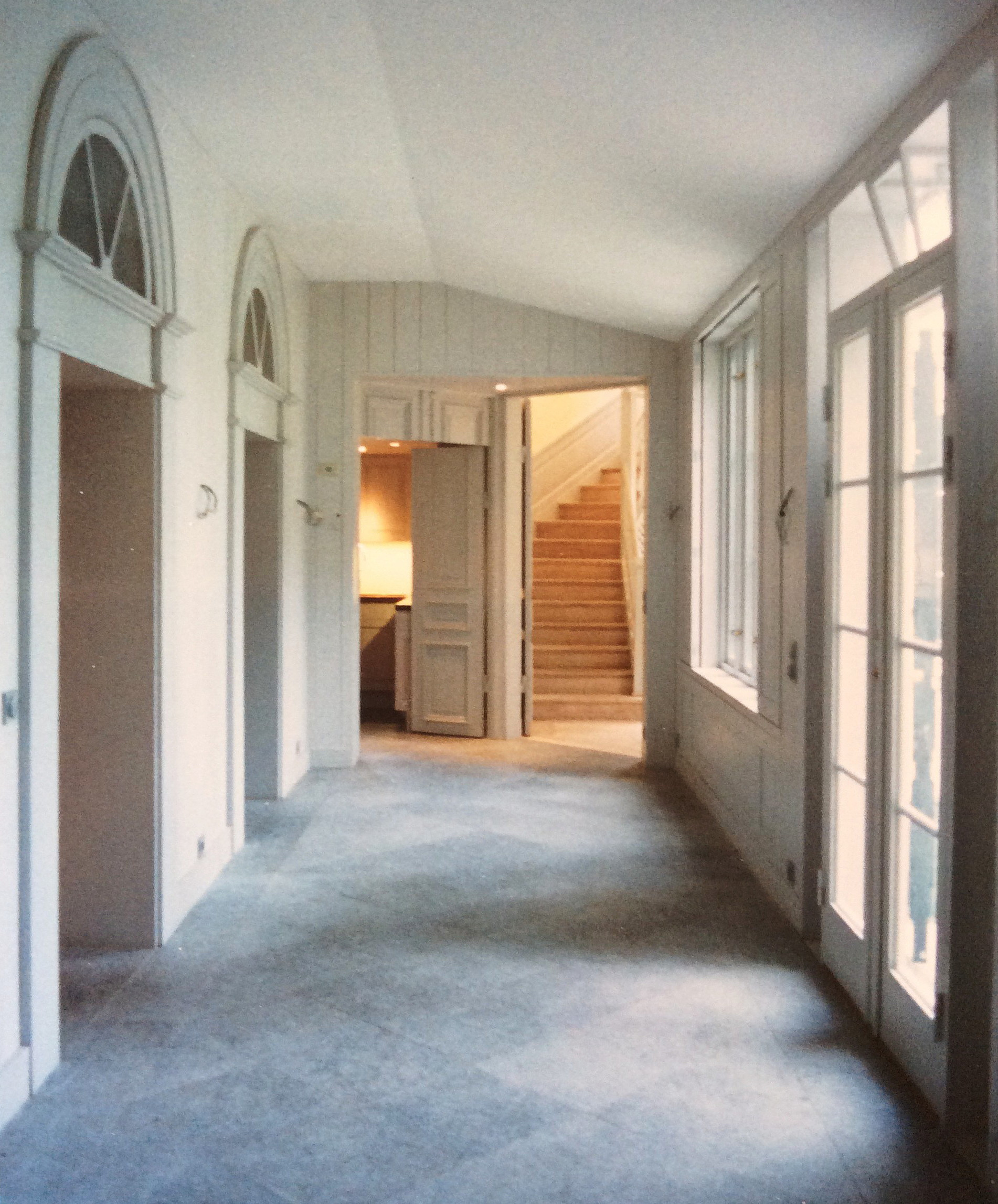
Interiör av hallen, 1983.

Bergsjölund var ursprungligen namnet på ett stort område "...beläget vid Stora Segeleden" (Stockholms inlopp). Ägare var Isac Kierman, en handelsman från Lindesberg, som en beskrivning från 1773 berättar. Här hade han anlagt "...en både prydelig och kostsam Åbyggnad, ett stort och vackert lusthus och neder vid Sjön Brygghus och Bagarestuga jämte rum för Domestiquer." Området övertogs 1793 av Carl Magnus Fris som lät anlägga den efter honom kallade Frisens park.
År 1780 kom egendomen i generalen och friherren J.M. von Sprengtportens ägo och han sålde det redan 1792 till grosshandlaren Carl Magnus Fries. 1838 hade Bergsjölunds markområde minskats genom Djurgårdsförvaltningen som även köpte egendomen. Sedan vandrade Bergsjölund i rask takt genom många händer, bland annat bagaren W. Carsten, som här hade ett omtyckt schweizeri. Från 1878 fram till 1908 utnyttjades Bergsjölund som sommarnöje i tur och ordning av grosshandlare John Berger, tegelhandlare J. Land och snickarmästaren J.O Anderberg.
I samband med Konstindustriutställningen 1909 revs de flesta byggnaderna, eftersom Bergsjölund skulle ingå i utställningen. Numera återstår av den äldre bebyggelsen enbart den paviljong, som på 1860-talet kompletterades med glasveranda och torn.